# 迪斯特拉克西翁 (瓜希拉省)
迪斯特拉克西翁是哥倫比亞的城鎮，位於該國北部，由瓜希拉省負責管轄，距離首府里奧阿查115公里，始建於1845年，面積232平方公里，海拔高度203米，2005年人口12,023。

## 外部連結
- （西班牙文） Gobernacion de La Guajira - Distraccion
- （西班牙文） Distraccion official wewbsite

10°54′N 72°53′W / 10.900°N 72.883°W